# Unity (album d'Alastis)
 (juillet 2018).
Si vous disposez d'ouvrages ou d'articles de référence ou si vous connaissez des sites web de qualité traitant du thème abordé ici, merci de compléter l'article en donnant les références utiles à sa vérifiabilité et en les liant à la section « Notes et références ».
Pour les articles homonymes, voir Unity.
Albums de Alastis
Revenge
(1998)
Unity est le cinquième album du groupe Suisse Alastis, sorti sur le label Century Media en 2001.

## Liste des titres
1. The Right To Die 5:15
2. The Elect 4:30
3. The Sign 4:51
4. Another God 3:37
5. Who Created The Gods? 4:49
6. Ghastly Fancies 4:15
7. Existence 3:22
8. Antidote 5:23
9. To The Root Of Evil 4:59
10. ...And Death Smiled 5:52

## Composition du groupe
- War D. : Guitare, Chant
- Nick : Guitare
- Raff : Basse
- Graven X : Claviers, Samples
- Sebastian : Batterie